# Rosi Wolf-Almanasreh
Rosemarie Wolf-Almanasreh de Carvalho Esteves (geboren als Rosemarie Wolf 19. Februar 1941 in Gießen; gestorben 30. Oktober 2022 in Frankfurt am Main) war eine deutsche Journalistin und Pionierin im Engagement für eine konfliktarme diverse Gesellschaft. Sie war seit 1989 Leiterin des Amtes für multikulturelle Angelegenheiten (AmkA) in Frankfurt am Main, dem ersten seiner Art in der Bundesrepublik und errang damit bald bundesweite Anerkennung für dessen Arbeit.

## Leben

### Ausbildung
Wolf wuchs in Alsfeld bei den Großeltern auf und ging nach ihrem Realschulabschluss mit 16 Jahren nach England, wo sie das englische Abitur machte. Sie arbeitete dort als Auslandskorrespondentin in der chemischen Industrie, um Geld für das College zu verdienen. Schließlich ging sie nach Frankreich, um Französisch zu lernen. Zurück in Deutschland war Wolf für Verlage und Medien tätig.
Ihr englisches Abitur wurde in Deutschland nicht anerkannt, daher machte sie schließlich mit 36 Jahren in Marburg das Abitur mit guten Noten – nach nur drei Monaten Vorbereitung. Ihrem eigentlichen Ziel, einem Jurastudium an der Johann Wolfgang Goethe-Universität Frankfurt am Main, stand nun nichts mehr im Wege. Mit 40 Jahren stand sie vor dem ersten Staatsexamen, brach aber das Studium ab, um sich anderen Aktivitäten zu widmen: Sie arbeitete als Journalistin, in der Beratung und in der Erwachsenenbildung.

### Engagement für Gleichberechtigung und Diversität
1972 gründete Wolf-Almanasreh in Frankfurt am Main die Interessengemeinschaft der mit Ausländern verheirateten deutschen Frauen (IAF) und war bis 1989 deren Geschäftsführerin. Die IAF wurde 1997 in Verband binationaler Familien und Partnerschaften umbenannt und Wolf-Almanasreh war lange Jahre dessen Bundesvorsitzende.
Entgegen der Aussage des Buches Multi Kulti von Claus Leggewie, das 1990 erschien, betonte Wolf-Almanasreh, dass es bei einem entspannten Zusammenleben von deutscher Bevölkerung und zugewanderten Ausländern aus vielen verschiedenen Ländern nicht in erster Linie um die Integration unterschiedlicher Ethnien und Religionen gehe, sondern vor allem darum, eine gleiche legale Basis zu schaffen, eine adäquate Schulbildung zu erwerben und billiges gutes Wohnen auch für die Ausländer zu gewährleisten. Es gehe darum, eine zeitgemäße Integrationspolitik zu entwickeln, bei der die Migranten ein Mitspracherecht haben.
Zwischen 1980 und 1999 veröffentlichte sie mehrere Bücher zu Themen rund um binationale Partnerschaften.

### Amt für multikulturelle Angelegenheiten
Auf Beschluss des rot-grünen Magistrats und der Stadtverordnetenversammlung von Frankfurt am Main wurde das Amt für multikulturelle Angelegenheiten 1989 in Frankfurt am Main aufgebaut. Leiterin des damals in der Bundesrepublik einmaligen Amtes war von 1989 bis 2000 Rosi Wolf-Almanasreh. Sie wurde dabei von Daniel Cohn-Bendit unterstützt. Das Amt war damals einzigartig in seiner Art und sollte Symbol werden für einen Paradigmenwechsel der bisherigen Ausländerpolitik, die sich in verschiedenen deutschen Städten höchstens auf  die soziale Betreuung von Ausländerbeauftragten mit wesentlich weniger Kompetenzen stützte. Das Amt betrat Neuland mit städteplanerischen Vorschlägen für Viertel mit hohem Ausländeranteil oder bei der Integration von migrantischen Senioren. Wolf-Almanasreh organisierte auch Workshops für Polizisten, um Hilfestellung zu geben und um Verständnis für die Situation von Ausländern zu werben. In der Behörde wurden zunehmend ausländische Mitarbeiter mit vielfältigen Sprachkenntnissen und unterschiedlichen kulturellen Hintergründen eingestellt. Das AmkA startete außerdem die Initiative „Mama lernt Deutsch“, die in ganz Deutschland und auch im Ausland aufgegriffen wurde.
Wolf-Almanasreh trat mit ihrer Behörde ein für Integration und multikulturelles Miteinander und engagierte sich gegen Rassismus und Diskriminierung jeglicher Art. Besonderen Wert legte sie bei ihrer inhaltlichen Arbeit auf Kommunikation und Vernetzung sowie Medien- und Öffentlichkeitsarbeit. Ihre feste Überzeugung war: „Nur wer miteinander redet, hat die Chance sich zu verstehen.“

### Privates
Wolf heiratete nach ihren Auslandsaufenthalten einen Deutsch-Polen, mit dem sie den Sohn Michael bekam. Ende der 1960er Jahre ließ sie sich scheiden. Anfang der 70er Jahre heiratete  den palästinensischen Politologiestudenten Zuhair Almanasreh. Mit ihm bekam sie die Tochter Nadja. Die beiden ließen sich in den 80er Jahren scheiden. Später heiratete Wolf-Almanasreh den Portugiesen Vasco de Carvalho Esteves in Dänemark mit zwei Stern-Reportern als Trauzeugen, die anschließend einen Artikel über binationale Ehen und Heirat im Ausland verfassten.

## Auszeichnungen
Wolf-Almanasreh erhielt folgende Auszeichnungen:
- 1978: Elisabeth-Norgall-Preis des International Women’s Club[7]
- 1985: Fritz-Bauer-Preis der Humanistischen Union[15]
- 1987: Auszeichnung des Bundespräsidenten, für Verdienste im „Kampf gegen Diskriminierung von Ausländern und der mit ihnen verheirateten deutschen Frauen“[7]
- 2004: Verdienstkreuz am Bande

## Veröffentlichungen (Auswahl)
Die Bücher sind in der Reihenfolge ihrer Ersterscheinung aufgelistet.
Monografien
- Über die Lage der Ausländerfrauen: „Tribunal“ zum deutschen Internationalen Privatrecht; Fälle und Dokumente. Zusammengestellt anlässlich einer Veranstaltung der IAF (Interessengemeinschaft d. mit Ausländern Verheirateten Deutschen Frauen e. V.) in Frankfurt am Main im Oktober 1976. In: Interessengemeinschaft der mit Ausländern Verheirateten Deutschen Frauen. 1977.
- Einiges über den Islam und die Rolle der Frau im Islam. 3. Auflage. Interessengemeinschaft der mit Ausländern verheirateten deutschen Frauen (IAF), Frankfurt am Main 1988, DNB 946409498 (Erstausgabe:  1980). Inhaltsverzeichnis
- mit Elisabeth Mach-Hour: Ehen mit Ausländern. IAF-Bundesgeschäftsstelle, Frankfurt am Main 1981, OCLC 74570895.
- Mein Partner oder meine Partnerin kommt aus einem anderen Land. Inter-ethnische Ehen, Familien und Partnerschaften. Ein Wegweiser für die Selbsthilfe. 3. überarbeitete Auflage. Interessengemeinschaft d. mit Ausländern Verheirateten Frauen (IAF), Frankfurt am Main 1994, DNB 942325354 (Erstausgabe:  1986). Inhaltsverzeichnis
- Fremdheit und Angst. Beiträge zum Verhältnis von Christentum und Islam. In: mit Doron Kiesel, Sener Sargut (Hrsg.): Arnoldshainer Texte. Band 53. Haag u. Herchen, Frankfurt am Main 1988, ISBN 3-89228-233-1.
- Kindesmitnahme durch einen Elternteil: Ursachen, Lösungsmöglichkeiten und Prävention. Bestandsaufnahme nach fünfzehnjähriger Beratungsarbeit mit bi-nationalen Familien. Interessengemeinschaft der mit Ausländern verheirateten Frauen (IAF), Frankfurt am Main 1988, DNB 890969477. Inhaltsverzeichnis
- Zweieinhalb Jahre Amt für Multikulturelle Angelegenheiten. 2. Auflage. Amt für Multikulturelle Angelegenheiten, Frankfurt am Main 1993, OCLC 180534015.
- Fünf Jahre Amt für Multikulturelle Angelegenheiten: Bericht über Aufgaben und Maßnahmen der Stadt Frankfurt am Main im Bereich Integration und interkulturelle Entwicklung. Amt für Multikulturelle Angelegenheiten, Frankfurt am Main 1996, OCLC 174026797.
- Konfliktmanagement und Mediation. Materialien der Konferenz vom 4. Juni 1996. Amt für multikulturelle Angelegenheiten, Frankfurt am Main 1997, OCLC 174697874.
- mit Christian Büttner: Polizei und Migranten gegen Rassismus und Vorurteile: Trainingskonzepte und Trainingsmethoden für ein multikulturelles Europa. Hessische Stiftung Friedens- und Konfliktforschung, Frankfurt am Main 1999, ISBN 3-933293-23-5.
- Die multikulturelle Gesellschaft als kommunale Gestaltungsaufgabe. Friedrich-Ebert-Stiftung, 2001, abgerufen am 22. Juni 2024.

Artikel
- „Alles nur wegen der Religion…?“ Überlegungen zur interkulturellen Beratung. In: Roland Aspel (Hrsg.): Ethnopsychoanalyse. 1. Glaube, Magie, Religion. 3. Auflage. Brandes und Apsel, Frankfurt am Main 1997, S. 124–157 (Erstausgabe:  1990).
- Die Fremdgängerinnen. In: Die Tageszeitung (taz). 27. November 1992, ISSN 0931-9085, S. 13 (taz.de).
- Signal besserer Ausländerpolitik. In: Die tageszeitung (taz). 19. Februar 1993, ISSN 0931-9085, S. 12 (taz.de).
- Ausländische Frauen in Hessen. In: Claudia Koch-Arzberger (Hrsg.): Einwanderungsland Hessen? Daten, Fakten, Analysen. Westdeutscher Verlag, Opladen 1993, ISBN 3-531-12502-8, S. 120–137.
- Segmentierte Wirklichkeit: Dialog zwischen Ausländern und Deutschen. In: Zeitschrift des Deutschen Instituts für Erwachsenenbildung (DIE). Nr. 3, 1997, S. 32 (die-bonn.de).
- Vortrag von Rosi Wolf-Almanaseh. In: Ines Sprenger für die Brandenburgische Landeszentrale für Politische Bildung (Hrsg.): Gleichbehandlung statt Diskriminierung. Protokolle zum Anti-Rassismus-Tag der Vereinten Nationen am 21. März 1997. Symposium in Eberswalde. Brandenburgische Landeszentrale für Politische Bildung, Potsdam 1997, ISBN 3-932502-08-6, S. 30–38. Inhaltsverzeichnis.
- Solidarität und interkulturelles Zusammenleben. In: Gerd Iben (Hrsg.): Ende der Solidarität? Gemeinsinn und Zivilgesellschaft. Lit, Münster 1999, ISBN 3-8258-4177-4, S. 127–137.
- Neugestaltung Kommunaler Migrationspolitik im Rahmen nachhaltiger Stadtentwicklung. In: Theorie + Praxis der sozialen Arbeit. Nr. 9, 2000.
- Diskriminierung in der Schule. In: Interkulturell denken und handeln. Theoretische Grundlagen und gesellschaftliche Praxis. Campus, Frankfurt am Main / New York 2006, ISBN 3-593-38020-X, S. 196–201.
- Wie alles anfing. 20 Jahre Amt für multikulturelle Angelegenheiten. In: 20 Jahre AmkA. Amt für Multikulturelle Angelegenheiten, 2009, S. 13–20.
- »Es hat mich berührt und in Bewegung gesetzt …« Die Gründerin des Verbandes Rosi Wolf-Almanasreh. (PDF) In: iaf informationen. 2012, abgerufen am 22. Juni 2024.